# سباق دراجات وعر حر
سباق دراجات وعر حر هي لعبة سباق دراجات وعر المثيرة على دراجات BMX. إنها رياضة عنيفة تنحدر من سباقات BMX التي تتكون من خمسة تخصصات: الشارع، والمتنزه، والمسطحات الخضراء، والممرات، والأراضي المسطحة. في يونيو 2017، أعلنت اللجنة الأولمبية الدولية أنه سيتم إضافة المتنزه الحر كحدث أولمبي إلى دورة الألعاب الأولمبية الصيفية 2020 . 

## أنظر أيضا
- بي إم إكس
- دراجة بي ام اكس
- محاكمات الشوارع
- ركوب الدراجات
- معجم ركوب الدراجات

## روابط خارجية
- BMX على مشروع الدليل المفتوح